# Pierpaolo Cristofori
Pierpaolo Cristofori (Roma, 4 gennaio 1956) è un ex pentatleta italiano.

## Palmarès
In carriera ha conseguito i seguenti risultati:
- Giochi olimpici:

Los Angeles 1984: oro nel pentathlon moderno a squadre con Daniele Masala e Carlo Massullo.
- Mondiali:

Roma 1982: bronzo nel pentathlon moderno a squadre.